# Kuluntalahti
Kuluntalahti är en tätort (finska: taajama) i Kajana stad (kommun) i landskapet Kajanaland i Finland. Vid tätortsavgränsningen den 31 december 2021 hade Kuluntalahti 486 invånare och omfattade en landareal av 2,00 kvadratkilometer.